# Люсіус Аллен
Люсіус Олівер Аллен (молодший) (англ. Lucius Oliver Allen, Jr., нар. 26 вересня 1947, Канзас-Сіті, Канзас, США) — американський професіональний баскетболіст, що грав на позиції розігруючого захисника за декілька команд НБА. Чемпіон НБА.

## Ігрова кар'єра
На університетському рівні грав за команду УКЛА (1966—1969). Граючи разом з Лью Алсіндором, двічі (1967, 1968) ставав чемпіоном NCAA.
1969 року був обраний у першому раунді драфту НБА під загальним 3-м номером командою «Сіетл Суперсонікс». Професійну кар'єру розпочав 1969 року виступами за тих же «Сіетл Суперсонікс», захищав кольори команди із Сіетла протягом одного сезону.
З 1970 по 1974 рік грав у складі «Мілвокі Бакс». 1971 року став чемпіоном НБА у складі команди, де також був Алсіндор.
1974 року перейшов до «Лос-Анджелес Лейкерс», у складі якої провів наступні 3 сезони своєї кар'єри.
Останньою ж командою в кар'єрі гравця стала «Канзас-Сіті Кінгс», до складу якої він приєднався 1977 року і за яку відіграв 2 сезони.